# Monika Barth (Politikerin)
Monika Elisabeth Barth (* 11. März 1949 in Gadmen; † 15. Dezember 2015 in Bern) war eine Schweizer Politikerin (SP/parteilos) und Schriftstellerin.

## Leben
Monika Barth unterrichtete am Lehrerseminar Biel Literatur und Geschichte. 1987 schrieb sie während eines sechsmonatigen Urlaubs von der Schule in Berlin Kurztexte und Essays. Diese wurden im Bieler Tagblatt veröffentlicht.
Sie war Mitglied des Berner Kantonsparlaments vom 1. Juni 1998 bis 31. Mai 2010, zuerst als SP-Vertreterin, später als Parteilose. Sie gehörte auch dem Stadtparlament von Biel an. Dieses Mandat gab sie 2002 nach Differenzen mit der Fraktion per sofort auf. Im September 2007 trat sie aus der Grossratsfraktion und der SP aus.
In einem Nachruf wurde Monika Barth gewürdigt: «Sie war keine bequeme Genossin. Unermüdlich hat sie den Finger auf die wunden Punkte gelegt und sich für die soziale Sache eingesetzt, ohne Rücksicht auf Rang und Namen. Sie hat es nicht verstanden, weshalb Ausländerinnen und Ausländer jahrelang hier arbeiten und Steuern bezahlen, aber nicht mitreden und mitbestimmen dürfen. Beinahe hätte sie die Ratskolleginnen überzeugen können.» Unermüdlich hat sie sich für Minderheiten und Randständige eingesetzt: für die Fahrenden, für die Genossenschaft Le Cardinal als Anlaufstelle für Drogenkranke, für die Gassenküche und das Bahnhofbuffet als Orte der Kultur der Begegnung und Geselligkeit beim Essen – auch für Reisende.
2006 veröffentlichte sie im Buch Katzbach. Drei Erzählungen.

## Publikationen
- Katzbach. Drei Erzählungen. Ed. Hartmann, Biel 2006, ISBN 978-3-905110-26-5.